# Katherine Jones, viscountessa Ranelagh
Katherine Jones, viscountessa Ranelagh, född 22 mars 1615, död 23 december 1691, var en anglo-irländsk adelskvinna.
Hon var känd för sitt intresse för vetenskap och filosofi, höll en litterär salong och är känd för sin brevväxling med flera samtida kända personer.